# Julius Kobler
Julius Kobler (* 21. April 1866 in Dambořice; † 22. Juni 1942 in Hamburg) war ein deutscher Schauspieler und Theaterregisseur.

## Leben
Julius Kobler wurde als Sohn der Eheleute Juda und Hanny Kobler, geb. Stiassny, in der Südmährischen Region geboren. 1889 gab er sein Bühnendebüt am Deutschen Theater in Pilsen, 1890 wechselte er an das Meininger Theater. Ab 1891 hatte Kobler verschiedene Engagements in Berlin, Wien und New York, bis er 1904 in Hamburg sesshaft wurde und am dortigen Thalia Theater auftrat. 1917 wechselte er an das Deutsche Schauspielhaus. War Kobler bereits am Thalia Theater zu einem herausragenden Interpreten komischer und Charakterrollen avanciert, wurde er am Schauspielhaus von Publikum und Presse gleichermaßen als „bester komischer Darsteller Hamburgs“ gefeiert.
Bekannte Rollen Koblers waren der Dorfrichter Adam in Heinrich von Kleists Lustspiel Der zerbrochne Krug, der Rentier Krüger im Biberpelz von Gerhart Hauptmann, Harpagon in Der Geizige von Molière oder der Shylock in William Shakespeares Stück Der Kaufmann von Venedig. Weiter spielte Kobler unter anderem in Hauptmanns Florian Geyer und in Der G’wissenswurm von Ludwig Anzengruber. Beim Zerbrochnen Krug zeichnete er darüber hinaus auch für die Inszenierung verantwortlich.
Vom damaligen Intendanten Karl Wüstenhagen wurde Kobler 1934 aus „rassischen Gründen“ entlassen. Bis 1936 trat er im Rahmen von Auslandstourneen in Österreich, den Niederlanden und der damaligen Tschechoslowakei auf, bis 1938 war er außerdem im Kulturbund Deutscher Juden tätig, was ihm die Möglichkeit zu weiteren Bühnenauftritten und Regiearbeiten gab.
In der ersten Hälfte der 1920er-Jahre wirkte Kobler in einigen Stummfilmen mit, mehrere davon produziert von den Vera-Filmwerken, einer in Hamburg ansässigen Filmproduktionsgesellschaft.
In den 1930er-Jahren war bei Kobler Magenkrebs diagnostiziert worden, doch konnte er 1936  erfolgreich in Wien operiert werden. Im Sommer 1942 brach die Krankheit erneut aus, weshalb er im Juni in das Universitätskrankenhaus Eppendorf eingeliefert wurde. Dort wurde ihm aufgrund eines Erlasses von 1936, wonach Juden nur noch in extremen Notfällen zu behandeln seien, eine erneute Operation verweigert. Kobler wurde daraufhin in das Israelitische Krankenhaus überführt, wo er am 22. Juni 1942 im Alter von 76 Jahren verstarb.
1916 hatte Kobler die Sängerin Käthe Wettwer (* 1893), eine Nichtjüdin, geheiratet. Aus dieser Ehe gingen die Kinder Norbert (* 1916) und Eva (* 1918) hervor, die es ebenfalls auf die Bühne zog, was aber beiden als so genannte „Geltungsjuden“ nach 1933 versagt blieb. Norbert Kobler hatte bereits vor der Machtübernahme der Nationalsozialisten mit seinem Vater Theater gespielt und trat mit ihm auch ab 1934 anlässlich der erwähnten Auslandstourneen auf. Anders als sein Vater, der nicht an eine lange Herrschaft der Nazis glaubte, emigrierte er 1938 in die USA. Seine Schwester Eva erhielt 1944 einen Deportationsbefehl nach Theresienstadt, konnte zunächst fliehen, kam kurzzeitig in Haft, überlebte aber nach ihrer Freilassung die Zeit bis Kriegsende ohne weitere Repressalien.

## Ehrungen
1987 benannte die Freie und Hansestadt Hamburg einen Fußweg zwischen Steintordamm und der Altmannbrücke entlang des Museums für Kunst und Gewerbe nach Julius Kobler. Ferner erinnern zwei Stolpersteine an den Schauspieler. Einer wurde 2006 vor seinem letzten Wohnsitz in der Oberstraße 5 im Stadtteil Harvestehude, der andere 2008 an der Kirchenallee vor dem Eingang des Schauspielhauses verlegt.

## Filmografie
- 1921: Banditen im Frack
- 1921: Das blonde Verhängnis
- 1921: Die rote Nacht
- 1922: Die kleine Stenotypistin
- 1922: Das Schicksal einer Zirkusreiterin
- 1922: Strandgut der Leidenschaft
- 1922: Don Juan
- 1923: Jimmy, ein Schicksal von Mensch und Tier
- 1924: Dunkle Gewalten

## Hörspiele (Auswahl)
- 1928: Ferdinand Raimund: Alpenkönig und Menschenfeind (Rappelkopf, ein reicher Gutsbesitzer) – Regie: Alfred Braun (Sendespiel (Hörspielbearbeitung) – NORAG)